# Karşıyaka SK
Karşıyaka is een voetbalclub opgericht in 1912 te İzmir, Turkije. De thuisbasis van de club is het Izmir Atatürkstadion. Naast voetbal houdt de club zich ook bezig met volleybal, basketbal (zie Pınar Karşıyaka), handbal, tennis, zwemmen, wedstrijdzeilen, biljart, bowling en motorsport. De club komt uit in de TFF 3. Lig.

## Geschiedenis

### Oprichting
Karşıyaka is opgericht op 1 november 1912 als Karşıyaka Muaresei Bedeniye Kulübü en is daarmee een van de oudste clubs uit Turkije. De allereerste elf bestond uit: aanvoerder Raşit, Suat Karşıyaka, Refik Civelek, keeper Salih, Kemal, Hüseyin, de Italiaan Hanri Barter, Ali, Muharrem Hüsamettin en Zühtü Işıl.

### Clubkleuren & Logo
In Turkije mogen maar vier clubs de vlag van Turkije in hun logo hebben. Karşıyaka is daar een van. De andere drie zijn: Beşiktaş JK, Bursaspor en Kasımpaşa SK. Op het logo zijn verder ook drie letters te zien: K S K. Tijdens de oprichting van de club sprak men deze letters uit als "Kaf Sin Kaf". De bijnaam Kaf Sin Kaf komt van het Ottomaans ﻕ ﺱ ﻕ (K S K). Tot slot zijn de clubkleuren rood en groen. Rood staat voor het Turk zijn, terwijl het groene de islam voorstelt.

### Prestaties
Karşıyaka heeft in totaal zes periodes gevoetbald in de hoogste Turkse voetbaldivisie. Ze zijn dus ook zes maal gedegradeerd. Daarmee zijn ze samen met Samsunspor recordhouder degraderen. Karşıyaka is nooit kampioen van Turkije geworden met voetbal (wel met basketbal). Daarnaast heeft de club in het seizoen 1983-84 een enkele keer de halve finale van de Turkse Beker behaald, als club uit de een na hoogste divisie. Latere winnaar Trabzonspor was met 0-1 en 0-0 te sterk over twee wedstrijden.

### Gespeelde divisies
- Süper Lig: 1959-1964, 1966-1967, 1970-1972, 1987-1991, 1992-1994, 1995-1996
- 1. Lig: 1964-1966, 1967-1970, 1972-1973, 1980-1987, 1991-1992, 1994-1995, 1996-2001, 2003-2016
- 2. Lig: 1973-1980, 2001-2003, 2016-2018
- 3. Lig: 2018-

## Supporters & Rivaliteit
De leidende supportersgroep is Karşıyaka Çarşı, die in 1987 is gevormd. Fans van Karşıyaka noemen hun club en levensstijl weleens 35½. Dit geeft aan dat ze net wat anders zijn dan İzmir waarvan de provinciecode 35 is. Karşıyaka is overigens een district van de stad İzmir. Aartsrivaal van de club is stadsgenoot Göztepe. In het seizoen 1980/81 speelde Karşıyaka in de tweede divisie en vestigde daar samen met Göztepe het wereldrecord aantal toeschouwers voor een wedstrijd uit de tweede divisie, namelijk 80.000.

## Bekende (ex-)spelers
- Olcan Adın
- Mehmet Akgün
- Ogün Altıparmak
- Can Arat
- Necati Ateş
- Sezer Badur
- Engin Baytar
- Recep Biler
- Çağlar Birinci
- Kıvanç Karakaş
- İbrahim Kaş
- Onur Kıvrak
- Serkan Kurtuluş
- Baki Mercimek
- Barış Memiş
- Erhan Şentürk
- Gökhan Ünal
- Sjoerd Ars
- Deniz Aslan
- Ferdi Elmas
- Ayhan Evren
- Baki Mercimek
- Okan Sahingöz
- Aleksandre Amisulashvili
- Dominic Adiyiah
- Wilfried Dalmat
- Igor Đurić
- Djiby Fall
- Senijad Ibričić
- Kahê
- Dragan Kanatlarovski
- David Loria
- Ariza Makukula